# Conspiracy (musikalbum av King Diamond)
För andra betydelser, se Conspiracy.
Conspiracy är ett studioalbum från 1989 av King Diamond.
Albumet är ett konceptalbum och en fortsättning på albumet "Them" från 1988. När vi kommer in i historien är King vuxen och är vid sin systers, Missys, grav. Han hör nu också "Them" sjunga för honom. Han kan inte sova på nätterna utan han sover på dagarna istället. Han har en terapeut, Dr. Landau, som han går på behandling hos men som han hatar. När han sedan drömmer om Missy så ger hon honom en varning: Dr. Landau tänker gifta sig med Kings mamma! Skivan släpptes 1989 och igen som remastrad version 1997, då med två alternativa mixar till "At The Graves" och "Cremation".

## Låtlista
Texter av King Diamond. Musik angiven nedan.
1. "At the Graves" (Diamond) – 8:56
2. "Sleepless Nights" (LaRocque) – 5:05
3. "Lies" (Diamond) – 4:22
4. "A Visit from the Dead" (LaRocque) – 6:12
5. "The Wedding Dream" (Diamond) – 6:01
6. "“Amon” Belongs to “Them”" (LaRocque - Diamond) – 3:51
7. "Something Weird" (LaRocque) – 2:06
8. "Victimized" (LaRocque) – 5:21
9. "Let It Be Done" (Diamond) – 1:13
10. "Cremation" (Diamond) – 4:12

### Återlanserade bonusspår
1. "At the Graves" (alternativ mix) – 7:20
2. "Cremation" (liveshowmix) – 4:12

- Spår 11 och 12 är bonusspår på återlanseringen tracks on the re-issue.

## Medverkande
- Sång: King Diamond
- Gitarr: Andy La Rocque
- Gitarr: Pete Blakk
- Bas: Hal Patino
- Trummor: Mikkey Dee (som "studiomusiker", ej medlem av bandet)